# 't Klooster
 't Klooster is een buurtschap in de gemeente Aalten, twee kilometer noordelijk gelegen van Bredevoort in de Gelderse Achterhoek. 
In de vijftiende eeuw stond hier het klooster Schaer, waarvan de officiële naam  Domus Beatae Mariae in Nazareth was. Het was onderdeel van de beweging van de Moderne Devotie. In de nabije omgeving van de plaats waar het klooster stond ligt de Kloosterschans, deel van een omvangrijk stelsel van vestingwerken. In 2005 is daar een bronzen beeld onthuld dat een bewoner van klooster Schaer in de kleding van een augustijner kanunnik voorstelt. Het is gemaakt door de Eibergse kunstenaar Jan te Kulve.